# La Ferrassie 1
La Ferrassie 1 es un esqueleto de hombre de Neanderthal con una antigüedad estimada en 70-50 000 años, aunque modernos exámenes con luminiscencia lo fechan hacia 45.000 años. Fue descubierto en el sitio La Ferrassie en Francia por Louis Capitan y Denis Peyrony en 1909. El cráneo neandertal es el mayor y más completo encontrado nunca de esta especie.
El cráneo muestra muchos de los ejemplos «clásicos» de la anatomía neandertal, incluyendo una frente baja e inclinada y grandes aberturas nasales. Los huesos de las piernas y pies dejaron claro en el momento de su descubrimiento que los neandertales caminaban erguidos como los humanos modernos. Los dientes están bien conservados y los incisivos están muy desgastados, lo que sugiere que fueron utilizados para sujetar objetos. Al momento de su muerte, el hombre tenía unos 45 años y sufría periostitis y osteoartropatía hipertrófica, una rara condición que hace a este fósil aun más notorio.